# 學園通站
學園通站（日语：／ Gakuendori eki */?）是位於香川縣木田郡三木町、隷屬於高松琴平電氣鐵道（琴電）長尾線的車站。車站編號為N13，現為無人車站，亦是琴電制度下的「途中下車指定站」。此站是繼琴平線三條站建成後46年後，琴電再有新建的車站。而在長尾線中，則是繼公文明站之後50年來新建的車站。車站名稱取自於車站東邊的町道「學園通」（其正式名稱為「三木町道鹿伏南地線」），「學園」即指座落在町道上、位於車站北端約400米的香川縣立三木高等學校。

## 車站構造
自開始使用起，便採用簡易車站模式運作，沒有站房，所有車站機能一概設置於月台上的有蓋候車亭內。東端末端及月台中央皆設為無障礙斜道出入口，另在站外西端建有一座男、女、傷殘人士獨立使用的洗手間一座，以及社區巴士總站。月台後面為單車停泊場。

### 月台
側式月台1座，長60米，以水泥板及鋼架所建成。有蓋候車亭內設置了1組對應上、下車的IC卡感應器、一部簡易式自動售票機、候車座椅及自動販賣機。列車停靠時，往高松築港方向為右側上落；往長尾方向為左側上落。
| 路線     | 方向 | 目的地       | 備註 |
| -------- | ---- | ------------ | ---- |
| ■ 長尾線 | 上行 | 高松築港方向 |      |
| ■ 長尾線 | 下行 | 長尾方向     |      |

## 歷史
- 2002年9月28日：開業，為三木町請願站[1]。車站設於bell-city購物中心停車場南邊。設有町營泊車轉乘專用的月租停車場。
- 2005年11月1日：車站西邊增設了社區巴士總站。
- 2017年10月：車站西邊加建了洗手間。

## 使用狀況
| 1日上落人數推斷 | 1日上落人數推斷 |
| 年度            | 1日平均人數     |
| --------------- | --------------- |
| 2011            | 1,073           |
| 2012            | 1,100           |
| 2013            | 1,112           |
| 2014            | 1,141           |
| 2015            | 1,213           |
| 2016            | 1,229           |
| 2017            | 1,266           |
| 2018            | 1,274           |
| 2019            | 1,248           |
| 2020            | 1,002           |
| 2021            | 1,002           |
| 2022            | 1,098           |

## 重大事故
1978年11月3日下午2時35分，一架從長尾站前往瓦町站的750形列車（770號＋760號2輛，9名乘客）以約70km/h行走中。當靠近鹿伏中央平交道處（即現時本站向長尾方向前面的平交道）時，與一架超速的大型垃圾車相撞，770號撞向垃圾車，垃圾車被推進約20米後跌落在北邊的稻田（約1米下，現時為bell-city停車場）。770號車頭嚴重損毀。而760號車廂也出軌。事件導致41歲列車司機殉職，27歲垃圾車司機亦證實死亡。位於770號車廂內的2名乘客則受重傷，760號的車掌受輕傷。這件事也成為了琴電史上唯一造成職員死亡的意外事故。
事後，由於770號因損毀嚴重，結果被現場拆毀退役，而760號後來於佛生山工場修理後再次服務。

## 相鄰車站
高松琴平電氣鐵道
■長尾線
平木（N12）－學園通（N13）－白山（N14）

## 外部連結
- 高松琴平電鐵學園通站資訊 （页面存档备份，存于）（日語）